# 大安寺 (新潟市)
大安寺（だいあんじ）は、新潟県新潟市秋葉区の町字。郵便番号は956-0813。

## 概要
1889年（明治22年）から現在の大字。阿賀野川中流左岸に位置する。
もとは1884年（明治17年）から1889年（明治22年）まであった大安寺村の区域の一部で、地名は、阿賀野川の流れが緩やかなことを意味する大安瀬の転訛ともいわれる。

### 隣接する町字
北から東回り順に、以下の町字と隣接する。
- 六郷
- 金屋
- 東金沢
- 中新田

※阿賀野川を挟んで阿賀野市下里と隣接。

## 歴史
1629年（寛永6年）に開発され「中野新田」と称したが、1663年（寛文3年）に改称。1876年（明治9年）に互賀村（ごかむら）の一部となり、1884年（明治17年）に互賀村から分村して成立した。

### 年表
- 1889年（明治22年）4月1日 : 合併により阿賀浦村の大字となり、村役場所在地となる。
- 1925年（大正14年）11月1日 : 合併により新津町の大字となる。
- 1951年（昭和26年）1月1日 : 新津町が市制を施行し、新津市の大字となる。
- 2005年（平成17年）3月21日 : 合併により新潟市の大字となる。
- 2007年（平成19年）4月1日 : 新潟市の政令指定都市移行により、秋葉区の大字となる。

## 世帯数と人口
2018年（平成30年）1月31日現在の世帯数と人口は以下の通りである。
| 大字   | 世帯数  | 人口  |
| ------ | ------- | ----- |
| 大安寺 | 115世帯 | 328人 |

## 小・中学校の学区
市立小・中学校に通う場合、学区は以下の通りとなる。
| 番地                     | 小学校             | 中学校                 |
| ------------------------ | ------------------ | ---------------------- |
| 9番地 311番地～1585番地4 | 新潟市立阿賀小学校 | 新潟市立新津第五中学校 |
| 23番地6～24番地5         | 新潟市立新関小学校 | 新潟市立新津第五中学校 |

## 交通
- 新潟県道17号新潟村松三川線